# Vert Véronèse
Vert Véronèse est un nom de couleur de fantaisie surtout en usage dans les beaux-arts, qui désigne une nuance de vert.
Chez les marchands de couleur, on trouve 561 Vert Véronèse, 615 Vert Paul Véronèse, 847 Ton Vert Véronèse.

## Pigments
Le vert Véronèse était à l'origine composé d'arséniate de cuivre, un poison violent et virait au noir en présence de soufre. Aujourd'hui, il est composé de phtalocyanine et d'un oxyde de zinc (blanc), ou de monoazoïque, phtalocyanine et charges minérales.
Le Colour Index indique que les pigments PG21 (acéto arseniate de cuivre) ainsi que PG18 (oxyde de chrome, Vert émeraude ou vert de Guignet) et PG23 (terre verte de Vérone) ont été commercialisés sous le nom de Vert Véronèse.

## Histoire
Le pigment dit Vert Véronèse a été inventé au XVIIIe siècle, deux siècles après la mort du peintre Paul Véronèse. Il s'agit d'un nom commercial, datant du XIXe siècle, visant à indiquer la possibilité de reproduire les couleurs vives admirées chez cet artiste fameux : « ce vert glauque et prasin, vert idéal et fabuleux, où l'outremer domine et que les peintres appellent vert Véronèse ».
Le Répertoire de couleurs de la Société des chrysanthémistes, de 1905, note que le Vert Véronèse (vrai) est synonyme de vert de mer. Il donne quatre tons en indiquant que c'est un vert jaune, et le nom commercial d'une couleur de Lefranc.
Vers 1930, des articles sur la mode utilisent le terme Vert Véronèse pour divers articles.